# Eva Forest
Genoveva Forest Tarrat, más conocida como Eva Forest (Barcelona, 6 de abril de 1928-Fuenterrabía, 19 de mayo de 2007), fue una activista, editora, novelista, ensayista y escritora de cuentos española. Conocida por sus obras de denuncia política y su cercanía a la extrema izquierda vasca, dedicó su vida desde muy joven a la lucha contra la dictadura franquista, a la lucha por la emancipación de la mujer, y contra la tortura. En los años 1970 fue acusada de participar en el atentado del presidente del Gobierno, Carrero Blanco, y de colaborar en el atentado de la cafetería Rolando en la calle del Correo de Madrid, en el que murieron 13 personas y 71 fueron heridas. Acusada de colaborar en ambos atentados, nunca llegó a ser juzgada por estos hechos. Fue amnistiada por el Parlamento, a propuesta del Gobierno, mediante la Ley 46/1977, de 15 de octubre.

## Biografía
Nació en 1928 en el seno de una familia anarquista barcelonesa, razón por la que no fue al colegio hasta el fin de la guerra civil, ya que sus padres consideraban la escuela una institución opresora. Su padre había muerto en mayo de 1936 y, durante la guerra, estuvo internada en una guardería financiada con ayuda suiza. Según cuenta, estuvo a punto de ser evacuada a la Unión Soviética. Tras la guerra estudió el bachillerato en el Instituto Maragall de Barcelona. En 1948 se trasladó a Madrid para estudiar Medicina. Durante el curso de la carrera, trabajó en el departamento de Psicología del Hospital Provincial a las órdenes del doctor López Ibor. También frecuentó una tertulia, en la que coincidió con Luis Martín-Santos o Carlos Castilla del Pino y fue madurando su compromiso político.
En 1955, durante el curso final de la carrera conoció al dramaturgo Alfonso Sastre, con el que se casó en diciembre de ese mismo año y con el que tendría tres hijos. Al año siguiente, su marido fue detenido por su participación en las protestas estudiantiles de 1956, y tras su liberación, el matrimonio se trasladó a París, donde nacería su primer hijo, Juan. En Francia, Eva empezó a interesarse por la sociología, y escribió Febrero, una novela acerca de las protestas estudiantiles. En 1958 nació su segundo hijo, Pablo y, ese mismo año, volvió a Madrid para realizar el trabajo de campo necesario para escribir un ensayo sociológico sobre una Unidad Vecinal de Absorción (UVA).
En 1960 participó en la creación del Grupo de Teatro Realista (GTR), cuyo manifiesto habían redactado Alfonso Sastre y José María Quinto.

### Activismo político
En 1962 Forest fue detenida por organizar una manifestación de mujeres en apoyo de una huelga de mineros asturianos, y pasó un mes en la cárcel con su hija, Eva, recién nacida, por negarse a pagar la multa que le habían impuesto. En 1966, viajó a Cuba y, tras una estancia de cuatro meses en Sierra Maestra, escribió Los nuevos cubanos, sobre la vida en el campo tras la revolución cubana, cuya publicación en España prohibió la censura. Su compromiso con los movimientos de liberación le llevó a crear un año después en Madrid el Comité de Solidaridad con Vietnam. 
En los últimos años de la década, Forest incrementó su activismo político: ingresó en el ilegal Partido Comunista de España, participó en la fundación de dos boletines clandestinos, Información y Estado de excepción, y se implicó en el incipiente movimiento feminista.
Su vinculación con el independentismo vasco comenzó en 1970. Ese año, durante el Proceso de Burgos, creó en Madrid el Comité de Solidaridad con Euskadi. A principios de la década, Forest y Sastre abandonaron el aún ilegal PCE, disconformes con su política «reformista».

### Acusaciones de colaboración con ETA
Las acusaciones de vinculación con la banda terrorista ETA datan de aquella época. Se dijo que Eva Forest participó en actividades de apoyo, como la búsqueda de pisos francos o la transmisión de mensajes entre comandos y dirección de la organización. Aunque no se llegó a celebrar el juicio por el magnicidio del presidente del Gobierno, Carrero Blanco, debido a la amnistía de 1977, la prensa de la época informaba de los cargos que pesaban sobre Forest cuando el sumario estaba a punto de terminar: organizar la infraestructura de la banda terrorista ETA en Madrid, facilitar información para el atentado o encargar la construcción de una habitación secreta en un piso de la organización. Según el periodista de El Mundo Manuel Cerdán, citando archivos policiales de la época, Eva Forest habría colaborado con el comando responsable del asesinato del presidente del Gobierno, Luis Carrero Blanco, ocultando a los miembros del comando en su casa, encargándose de la adquisición de una vivienda para ocultar a los autores del asesinato y haciendo de correo con la dirección de la banda en Francia para preparar la huida del comando una vez perpetrado el atentado. En 1974 Eva Forest escribió, bajo el pseudónimo Julen Agirre, el libro Operación Ogro: Cómo y por qué ejecutamos a Carrero Blanco, un relato del asesinato del presidente del Gobierno, que Ruedo ibérico publicó en Francia. 
Posteriormente fue detenida por su presunta participación en el atentado de la cafetería Rolando en la calle del Correo de Madrid el 13 de septiembre de 1974, en el que murieron 13 personas y 71 resultaron heridas. También su marido, Alfonso Sastre fue detenido, aunque fue posteriormente puesto en libertad. Aunque entre junio de 1975 y febrero de 1976, el Tribunal de Orden Público puso en libertad a todos los detenidos relacionados con el atentado, Forest permaneció en prisión, en la cárcel de Yeserías, acusada de haber colaborado en el atentado mortal contra el presidente del Gobierno, no quedando en libertad hasta la amnistía de 1977 del 15 de octubre. Juan María Bandrés, que se encargó de la representación de Forest durante su estancia en la cárcel afirmó que aunque implicada en el atentado, su colaboración nunca pudo calificarse de «directa [y] consciente». Totalmente contraria es la opinión de Lidia Falcón, también detenida por estos hechos, quien afirmó que se vio involucrada a través de ella. Añadió que Forest le manifestó en prisión que estaba muy orgullosa del éxito de la acción de la banda terrorista , opinión esta que corrobora el relato de Eduardo Sánchez Gatell que asimismo se vio implicado por Forest, y que por ello pasó un año en prisión.<ref>{Sánchez Gatell, Eduardo. El huevo de la serpiente. El nido de ETA en Madrid} Por su parte, Forest nunca reconoció su implicación en dicho atentado. Durante el tiempo que permaneció en prisión escribió los libros Testimonios de lucha y de resistencia y Diario y cartas desde la cárcel. En este último, publicado en 1975 en París, describe las torturas y malos tratos sufridos, su estado de ánimo, así como su angustia por ella y su marido.

### Actividad en el País Vasco
Tras ser liberada, la pareja se instaló en Fuenterrabía, en las entonces Provincias Vascongadas, junto a la frontera con Francia. Allí, Forest apoyó activamente al considerado brazo político de la banda terrorista ETA, Herri Batasuna. Durante estos años, denunció la permanencia de las torturas en el sistema penitenciario español, a través de su estudio Tortura y democracia, iniciado cuando aún estaba en la cárcel. En 1979 participó en la fundación del grupo contra la tortura TAT (Torturaren Aurkako Taldea), publicando también un monográfico sobre el asunto en Punto y Hora de Euskal Herria. También publicó Onintze en el país de la democracia, un texto de ficción en el que una profesora del País Vasco es detenida por error y torturada por la Guardia Civil. En las elecciones generales de 1989 fue elegida senadora de Herri Batasuna por la provincia de Guipúzcoa en sustitución de José Luis Álvarez Enparantza.
En 1991 fundó Hiru, una editorial dedicada a publicar en ediciones baratas lo que ella llamaba «literatura de urgencia», es decir, textos políticos que tendrían dificultades para ser publicados en otro lugar. A partir de ese momento se dedicó intensamente a la labor editorial; aunque también publicó novelas, pues la literatura siempre fue una gran pasión para ella. Al igual que su marido, fue una colaboradora habitual de los diarios Egin y Gara.
Murió el 19 de mayo de 2007 a los 79 años de edad.

## Obras

### Ensayos
- Operación Ogro: Cómo y por qué ejecutamos a Carrero Blanco, Hendaya (Francia), Ruedo Ibérico, 1974 (bajo el pseudónimo de Julen Agirre).
- Diario y cartas desde la cárcel, París, 1975.
- Testimonios de lucha y resistencia, París, 1976.
- Tortura y sociedad, (coautora) Madrid, Ed. Revolución, 1982.
- Onintze en el país de la democracia, Madrid, Ediciones Libertarias, 1985.
- Tortura y Democracia, GGAA, 1987.
- Dispersión, Fuenterrabía (Guipúzcoa), Editorial Hiru, 1993
- Proceso al jurado, Fuenterrabía, Ed. Hiru, 1997.
- Los nuevos cubanos, 1997, inédito
- Manual de solidarios, Fuenterrabía, Ed. Hiru, 1999.
- Irak, ¿un desafío al nuevo orden mundial?, Fuenterrabía, Ed. Hiru, 1999.
- El uranio empobrecido, (coautora), Fuenterrabía, Ed. Hiru, 2001.
- El retorno de los intelectuales (coautora), Fuenterrabía, Ed. Hiru, 2004

### Narrativa
- Febrero. Inédita, 1956.
- Huelga General. Inédita, 1958.
- Cuentos. Inédita.
- El jardín. Inédita.
- La casa. Inédita.
- Una extraña aventura, Fuenterrabía, Ed. Hiru, 2003.